# Eric van Hoof
Eric van Hoof (Geleen, 1975) is een van huis uit Limburger die "geen dichter" is maar "iemand die af en toe een gedicht schrijft." Hij verhuisde voor het volgen van een studie Engelse Taal en Cultuur naar Leiden en is daar nog steeds woonachtig.

## Loopbaan
Van Hoof debuteerde op de Poëzieslag van het Festina Lente podium te Amsterdam in 2006 na verschillende jaren 'voor de lol' gedichten te hebben geschreven. Hij werd daar zo gegrepen door het heilige vuur van de poëzie dat hij zich voornam om in Leiden een soortgelijk evenement op te zetten. Dit evenement werd de Dichter Bij Jou poëzieslag. Het eerste seizoen (2006-2007) werd succesvol afgesloten en een vervolg kwam.
Naast verschillende gedichten in opdracht, begint het balletje echt goed te rollen in 2007 als een paar publicaties van hem verschijnen, o.a. in nrc-next en enkele bloemlezingen. Ook breekt hij door als podiumdichter. Mede dankzij de publicaties verschijnt eind 2007 zijn debuutbundel: 'De Droomkleur'. Dit debuut wordt goed onthaald door diverse critici en mede dichters, de site Pomgedichten schrijft: "Ik ga nu trachten u te overtuigen waarom deze bundel van het teveel per se gelezen moet." De Leestafel schrijft zelfs: "Een debuut lezen vormt altijd een nieuwe uitdaging. Deze bundel is gewoon schitterend in zijn eenvoud en complexiteit, en vraagt zeker naar meer." Internetmagazine Meander echter was minder te spreken over de bundel en vond het pretentieus.

## Prijzen
Eind 2007 wint hij de Leidse Nobelprijs der Letteren. Op uitnodiging wegens het verschijnen van zijn bundel 'De Droomkleur' gaf hij een vlammend betoog over het postmodernisme en de rol van critici en instituten bij het in stand houden van oude denkbeelden. "Totdat het postmodernisme stierf, zoals alle stromingen op gegeven moment sterven, maar de critici weten het nog niet." Ook bespreekt hij dit onderwerp in het voorwoord van zijn debuutbundel.
September 2008 wordt hij verkozen tot Vredesdichter voor de periode van één jaar, ter gelegenheid van de Internationale Vredesweek.

## Optredens
Eric staat bekend als een podiumdichter, of slamdichter, vanwege de vele optredens die hij doet en vanwege de dynamiek van een optreden en de vaak ritmische voordrachtstijl. Zelf bestrijdt hij een podiumdichter te zijn, hij zegt dat 'het podium een ander medium is voor poëzie, net zoals internet of papier. Op het podium kun je andere dingen doen dan op papier en omgekeerd, sommige gedichten vragen om een podium, vanwege ritmiek, of performance en dergelijke, terwijl andere gedichten beter tot hun recht kunnen komen op papier.'